# Руа-Франсишка-Жулия
Руа-Франсишка-Жулия (порт. Rua Francisca Júlia — «улица Франсишки Жулии») — улица в элитном микрорайоне Альту-ди-Сантана района Сантана в Сан-Паулу, столице штата Сан-Паулу в Бразилии.
Названа в честь поэтессы Франсишки Жулии да Сильва Мюнстер, представительницы бразильского символизма и уроженки штата Сан-Паулу. Поэтесса сотрудничала с местными изданиями «Почта Паулиста» и «Народный дневник». Совершила самоубийство после смерти супруга.
В 1923 году Сенат штата Сан-Паулу одобрил установку над её могилой на кладбище Араса статуи «Бесстрастная муза» работы скульптора Виктора Брешерета. В настоящее время статуя находится в Пинакотеке Сан-Паулу.
Кроме Франсишки Жулии имена символистов в Альто-де-Сантана носят ещё две улицы: Руа-Афонсу-ди-Гимарайнш и Руа-Паулу-Гонсалвиш.
Руа-Франсишка-Жулия начинается на Руа-Волунтариуш-да-Патриа, пересекается с Руа-Понтиш, Руа-Паулу-Гонсалвиш, Руа-Афонсу-Гимарайнш, Руа-Ана-Бенвинда-ди-Андради, Руа-Мария-Роза-ди-Сикейра, две площади и заканчивается на улице Руа-Аугусту-Толли.
Одна из самых густонаселённых улиц в Альто-де-Сантана. Жилая застройка представлена зданиями для представителей высшего среднего и высшего класса. В районе улицы располагаются бары, магазины, рестораны и около 23 жилых домов. Здесь находятся штаб-квартиры Ассоциации Вестников Евангелия Бразилии и Союза строителей в Сан-Паулу.